# Repubblica Sovietica Cinese
La Repubblica Sovietica Cinese (中華蘇維埃共和國T, 中华苏维埃共和国S, zhōnghuá sūwéi'āi gònghéguóP) è stata un breve Stato socialista istituito nel novembre del 1931 dal futuro leader del Partito Comunista Cinese Mao Zedong, dal generale Zhu De e altri, e durato fino al 1937. Capo di Stato e primo ministro fu, dal 1931 al 1934, Mao Zedong, il cui mandato come capo di uno "stato all'interno di uno stato" gli diede esperienza nella guerra mobile e nelle organizzazioni contadine; questa esperienza lo aiutò a realizzare la riunificazione comunista della Cina alla fine degli anni quaranta. La Repubblica fu infine distrutta dall'Esercito nazionalista in una serie di campagne di accerchiamento del 1934. In seguito all'incidente di Xi'an del dicembre del 1936, i comunisti accettarono il fronte comune con i nazionalisti per resistere alle pressioni giapponesi, il che portò, oltre allo scioglimento della Repubblica il 22 settembre 1937, i comunisti a riconoscere almeno per il momento Chiang Kai-shek come leader cinese.

## Storia

### Proclamazione
Il 7 novembre 1931 (anniversario della Rivoluzione d'ottobre del 1917) a Ruijin (瑞金), nella provincia del Jiangxi, si tenne una Conferenza nazionale dei Delegati del popolo; la Repubblica ricevette sostegno dall'Unione Sovietica per ospitare a Ruijin, già capitale nazionale, la riunione. Nacque la Repubblica Sovietica Cinese, sebbene la maggior parte della Cina fosse ancora sotto il controllo del governo nazionalista della Repubblica di Cina; si tenne una cerimonia per la proclamazione del Paese e Mao Zedong con altri comunisti prese parte alla parata militare. Visto che la Repubblica aveva una propria banca, furono stampate nuove banconote e vennero riscosse delle proprie tasse; questo è considerato l'inizio delle "Due Cine".

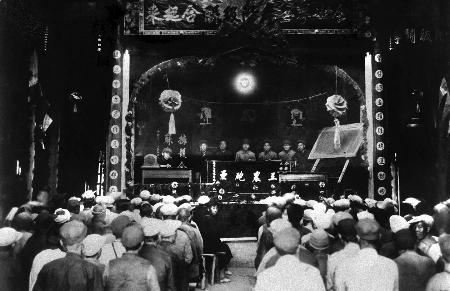
La cerimonia di proclamazione della Repubblica Sovietica Cinese a Ruijin

Con Mao sia nel ruolo di capo di stato (中央執行委員會主席, "Presidente del Comitato esecutivo centrale") che in quello di capo del governo (人民委員會主席, "Presidente del Consiglio dei Commissari del popolo"), il Paese poco a poco si espanse. All'apice della sua grandezza la Repubblica copriva trentamila chilometri quadrati di superficie e aveva una popolazione di tre milioni di abitanti. La sua economia era più stabile della maggior parte di quelle delle aree controllate dai signori della guerra. Oltre alla milizia e ai guerriglieri, l'Armata Rossa Cinese raggiunse più di centoquaranta mila unità nei primi anni trenta. L'Armata Rossa Cinese era dotata di moderne tecnologie di comunicazione – come telefoni, telegrafi e radio, di cui i signori della guerra mancavano – e messaggi codificati trasmessi senza fili. Al tempo, solo l'esercito di Chiang Kai-shek era all'altezza delle forze comuniste.
Il Kuomintang, guidato da Chiang Kai-shek, si sentì minacciato dalla Repubblica Sovietica Cinese. Ciò indusse i signori della guerra a far sì che l'Esercito nazionalista assediasse la Repubblica, lanciando quelle che Chiang e i suoi colleghi nazionalisti chiamavano campagne di accerchiamento. Nella prima, nella seconda e nella terza campagna di accerchiamento di Chiang Kai-shek i nazionalisti furono sconfitti dall'Armata Rossa Cinese, guidata da Mao. Tuttavia, dopo la terza campagna, Mao fu sostituito da Wang Ming. L'Armata Rossa Cinese era comandata da un comitato di tre uomini, che comprendeva i soci di Wang Ming Otto Braun (il consigliere militare del Comintern), Bo Gu e Zhou Enlai. La Repubblica iniziò quindi un rapido declino a causa del suo incompetente comando militare. La nuova leadership non poteva liberarsi dell'influenza di Mao, che continuò durante la quarta campagna di accerchiamento e che proteggeva temporaneamente i comunisti; tuttavia, a causa dell'inefficienza del nuovo governo comunista, dopo la quarta campagna, l'Armata Rossa fu quasi dimezzata. Gran parte del suo equipaggiamento fu perso durante la quinta campagna di accerchiamento di Chiang; quest'ultima iniziò nel 1933 e fu orchestrata dai consiglieri tedeschi di Chiang, i quali propugnavano l'accerchiamento della Repubblica con blocchi fortificati. Ciò si rivelò efficace: nel tentativo di rompere il blocco, l'Armata Rossa assediò i forti molte volte, subendo gravi perdite e solo un successo limitato. Di conseguenza, la Repubblica Sovietica si ridusse notevolmente a causa della perdite materiali e di manodopera dell'Armata Rossa.

### Il collasso e la Lunga marcia
Il 10 ottobre 1934 il governo comunista diede l'ordine di ritirata; il 16 ottobre l'Armata Rossa Cinese iniziò quella che più tardi fu conosciuta come la Lunga marcia, lasciando la Repubblica Sovietica. Il 5 novembre, diciassette giorni dopo che la principale forza comunista lasciò la sua base, quando raggiunsero la città abbandonata di Ruijin, i nazionalisti si resero conto che fossero fuggiti. La destinazione originale era la base comunista di He Long nell'Hubei e quella finale (Yan'an) fu scelta solo più tardi, dopo l'ascesa di Mao Zedong. Per evitare il panico, l'obiettivo fu tenuto segreto alla maggior parte delle persone (tra cui Mao Zedong); al pubblico fu detto che una parte dell'Armata Rossa Cinese sarebbe stata impegnata in una guerra mobile con le forze nazionaliste, e questa parte dell'esercito fu rinominata "Esercito di campo".
Nell'autunno del 1934 i comunisti dovettero affrontare l'annientamento e la situazione convinse Mao e i suoi sostenitori che i comunisti avrebbero dovuto abbandonare le loro basi nella Repubblica. Tuttavia, il governo rifiutò di accettare la prospettiva di un fallimento sperando ancora di poter sconfiggere le forze nazionaliste. Il triumvirato elaborò un piano diversivo e un raduno dopo un ritiro temporaneo; dopo il raggruppamento sarebbe stato lanciato un contrattacco con le precedenti forze di diversione, allontanando i nazionalisti dalla Repubblica Sovietica CInese.
Il primo movimento della diversione in ritirata fu guidato da Fang Zhimin. Fang e il suo vice, Xun Weizhou, furono i primi a sfondare le linee del Kuomintang a giugno, seguiti da Xiao Ke ad agosto. Questi movimenti sorpresero i nazionalisti, che erano numericamente superiori ai comunisti e non si aspettavano un attacco al loro perimetro fortificato. Ciononostante, la forza di Fang Zhimin fu schiacciata dopo il suo successo iniziale e Xun Weizhou fu ucciso in azione. Quasi tutti i comandanti furono feriti e catturati vivi (incluso Fang Zhimin), e tutti furono giustiziati dai nazionalisti. L'unica eccezione era Su Yu, che fuggì. Xiao Ke non se la cavò meglio, anche se inizialmente le sue forze sfondarono e raggiunsero la base comunista di He Long in Hubei. Anche con le loro forze congiunte non poterono sfidare le forze nazionaliste e non tornarono fino alla fondazione della Repubblica Popolare Cinese 15 anni dopo.
Il fallimento della forza diversiva comportò la perdita di contatto con la Repubblica. Il governo comunista non riuscì a coordinare la sua prossima mossa, credendo ancora che un ritiro temporaneo vicino (o all'interno) della Repubblica Sovietica Cinese avrebbe permesso loro di riprendersi e contrattaccare.

### Dissoluzione
La Repubblica Sovietica Cinese continuò a esistere formalmente poiché i comunisti controllavano ancora alcune aree come l'Hubei, l'Henan e lo Shaanxi. Bao'an fu la capitale fino a quando il governo comunista non fu trasferito a Yan'an. La Repubblica Sovietica Cinese fu sciolta il 22 settembre 1937 quando il Partito Comunista Cinese pubblicò, nel Secondo Fronte Unito, il manifesto sull'unità con il Kuomintang; la seconda guerra sino-giapponese iniziava poche settimane prima. Rimase de facto sotto il controllo del Partito Comunista Cinese Yan'an, che fu la sua roccaforte per il resto della guerra con il Giappone.

## Struttura dello Stato

### Servizi segreti
I comunisti sembrarono condannati quando furono attaccati dai nazionalisti. Tuttavia, Zhou Enlai piazzò più di una dozzina di talpe nella cerchia interna di Chiang Kai-shek, compreso il suo quartier generale a Nanchang. Uno degli agenti più importanti di Zhou, Mo Xiong (莫 雄), non era un comunista; tuttavia, i suoi contributi salvarono il PCC e l'Armata Rossa Cinese.
Con le raccomandazioni del segretario generale di Chiang Kai-shek Yang Yongtai (楊永泰) – che non era a conoscenza delle attività di Mo –, Mo insorse nel regime di Chiang e all'inizio degli anni trenta divenne un importante membro della sua sede centrale. Nel gennaio del 1934, Chiang lo nominò amministratore e comandante in capo del Quarto distretto speciale nel nord del Jiangxi. Mo usò la sua posizione per impiantare più di una dozzina di agenti comunisti nel quartier generale di Chiang, tra cui Liu Yafo (劉亞 佛), che introdusse il PCC, Xiang Yunian (項 與 年), il suo gestore comunista che assunse come segretario, e Lu Zhiying (盧志英), capo agente dell'anello spia, sotto il comando di Zhou Enlai.
Dopo aver occupato gran parte della Repubblica Sovietica Cinese, compresa l'area di Ruijin, Chiang era fiducioso di poter sconfiggere i comunisti in un ultimo attacco decisivo. Alla fine del settembre del 1934 diffuse nel quartier generale di Lushan il suo "Piano della benna di ghisa", che descriveva in dettaglio la spinta finale per annientare le forze comuniste. Chiang pianificò trenta linee di blocco supportate da trenta recinzioni di filo spinato (la maggior parte elettrificate) in un raggio di centocinquanta chilometri intorno a Ruijin per far morire di fame i comunisti. In aggiunta, oltre mille autocarri dovevano essere mobilitati in una forza di reazione rapida per evitare uno scoppio comunista. Rendendosi conto della certezza della strage di comunisti, Mo Xiong consegnò il documento a Xiang Yunian la stessa notte, rischiando la vita di egli stesso e della sua famiglia.
Con l'aiuto di Liu Yafo e Lu Zhiying, gli agenti comunisti copiarono le informazioni su quattro dizionari e Xiang Yunian fu incaricato di portarli alla Repubblica Sovietica Cinese. Il viaggio fu pericoloso, poiché le forze nazionaliste arrestarono e giustiziarono chiunque tentasse di attraversare il blocco. Xiang Yunian si nascose tra le montagne, rompendosi quattro denti con una roccia e facendo gonfiare il viso. Travestito da mendicante, strappò le copertine dei quattro dizionari e le coprì di cibo avariato sul fondo della sua borsa. Attraversando diverse linee di blocco, raggiunse Ruijin il 7 ottobre 1934. Le informazioni fornite da Mo Xiong convinse i comunisti della Repubblica Sovietica ad abbandonare la loro base e ritirarsi prima che Chiang potesse rinforzare le sue linee di blocco con recinzioni di filo spinato. Mobilitarono autocarri e truppe, salvandosi dall'annientamento.

### Finanza
Il primo febbraio 1932 fu istituita la Banca nazionale della Repubblica Sovietica Cinese, con Mao Zemin come presidente. La Zecca centrale della Repubblica coniò tre valute: una banconota di carta, una moneta di rame e un dollaro d'argento. 

#### Banconote

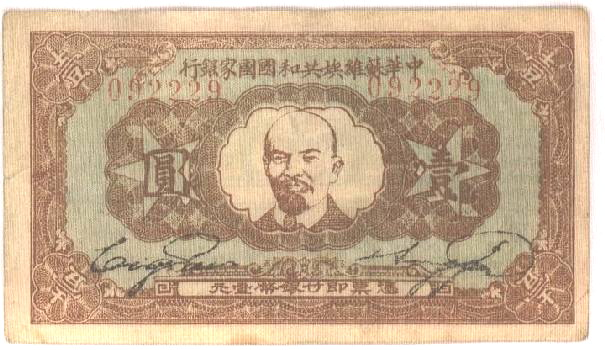
Una banconota da uno yuan, con l'immagine di Lenin al centro

La Zecca centrale emise rapidamente sia banconote che monete di rame. Nessuna delle due, però, circolò a lungo, soprattutto perché le valute non potevano essere utilizzate nel resto della Cina. Sulla banconota era stampata la scritta in caratteri cinesi tradizionali "Banca nazionale della Repubblica Sovietica Cinese" (中華蘇維埃共和國國家銀行) e al centro vi era un'immagine di Vladimir Lenin. 

#### Monete di rame
Come sulle banconote, anche sulle monete di rame emesse dalla Zecca centrale era incisa la scritta in caratteri cinesi tradizionali "Repubblica Sovietica Cinese" (中華蘇維埃共國). Poiché durarono più a lungo delle banconote, queste monete furono emesse e distribuite in quantità molto maggiori. Tuttavia, queste monete sono più rare delle banconote: essendo il rame necessario per le munizioni, queste monete vennero ritirate e sostituite da dollari d'argento.

#### Dollari d'argento
La valuta predominante prodotta dalla Zecca centrale era il dollaro d'argento. A differenza delle banconote e delle monete di rame, i dollari d'argento non avevano simboli comunisti; erano una copia dei dollari d'argento prodotti da altre Zecche in Cina (compresa la popolare moneta con la testa di Yuan Shikai e il dollaro d'argento con l'aquila del peso messicano). Questo, e il fatto che la moneta fosse fatta d'argento, permise loro di circolare nel resto della Cina.
Quando il Primo fronte dell'Armata Rossa Cinese iniziò la Lunga marcia nell'ottobre del 1934, i bancari comunisti facevano parte della forza in ritirata; quattordici impiegati della banca, oltre un centinaio di operai e una compagnia di soldati li scortarono con i soldi e le macchine della zecca. Un dovere importante dei bancari era, quando l'Armata Rossa rimaneva in un luogo per più di un giorno, fare in modo che la popolazione locale scambiasse banconote di carta comunista e monete di rame con valuta utilizzata nelle regioni controllate dai nazionalisti per evitare il perseguimento da parte dei nazionalisti dopo che i comunisti si fossero allontanati. Dopo la Conferenza di Zunyi fu deciso che trasportare l'intera banca in marcia era poco pratico, e il 29 gennaio 1935, a Tucheng (土城), gli impiegati della banca bruciarono tutte le banconote comuniste e distrussero i macchinari della zecca. Alla fine della Lunga marcia, nell'ottobre del 1935, rimasero solo otto dei quattordici impiegati originali; gli altri sei morirono lungo la strada.

### Tassazione
Nel novembre del 1931 venne fondato l'Ufficio fiscale nazionale. Nel 2002, l'edificio originale che lo ospitava fu ristrutturato e aperto al pubblico.

### Servizi postali
La Direzione generale delle Poste sovietiche cinesi fu fondata a Ruijin il primo maggio 1932. I primi francobolli furono disegnati da Huang Yaguang e stampati litograficamente dalla tipografia del Ministero delle finanze di Ruijin. Erano imperforati e denominati nella valuta cinese del dollaro d'argento. Molto rari e ricercati dai collezionisti, ne esistono anche di falsi che imitano i primi francobolli delle aree comuniste.